# Omologazione
Il termine omologazione, dalla lingua greca homologos (ομόλογος), traducibile come "convenzione", si usa in vari campi per unificare tra loro oggetti precedentemente differenti o per garantire che un prodotto sia corrispondente ad un campione depositato quale modello o in generale a delle specifiche tecniche spesso definite all'interno di standard o normative.
Un uso erroneo, è ad esempio quello di utilizzare il termine "omologazione" per indicare l'equipollenza tra vari titoli di studio all'interno di una o più nazioni; in Italia il termine viene per lo più associato al campo dei veicoli, ma può essere esteso col medesimo significato generale ad altri ambiti di produzione quali ad esempio nel campo della meccanica motoristica, gli accessori veicolistici (caschi, seggiolini, cerchi, ecc.).

## Omologazione automobilistica

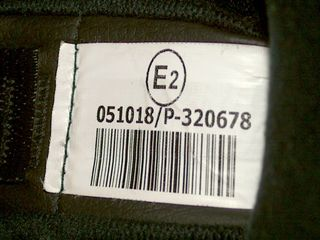
Etichetta di omologazione casco moto

L'omologazione è la procedura con la quale l'autorità designata dichiara che un tipo di veicolo, sistema, componente è conforme alle pertinenti disposizioni amministrative e prescrizioni tecniche. Per tipo s'intende: marca, modello, variante/versione. Anche i prodotti che sono commercializzati come accessori o ricambi vanno generalmente omologati.
L'omologazione è quindi una convalida rilasciata da un ente designato, solitamente di emanazione governativa o, se impresa privata (ad esempio un Organismo di certificazione), accreditato da un'autorità governativa.
Il numero di omologazione o codice di omologazione è un codice alfanumerico che caratterizza ogni tipo di veicolo ed individua univocamente i dati tecnici (tipo di motore, tipo di carrozzeria, numero di posti, dimensioni caratteristiche, ecc.) che vengono annotati nel documento di circolazione.
Riguarda un determinato modello di veicolo e non va confusa con l'immatricolazione che invece è relativa ad uno specifico esemplare di veicolo (matricola o targa) del dato modello. Generalmente l'immatricolazione richiede l'esistenza di una omologazione del tipo, altrimenti è prevista l'approvazione in unico esemplare.

### Scopo dell'omologazione
L'omologazione garantisce la sicurezza del veicolo per conducente e passeggeri, convalidata a seguito dello svolgimento delle verifiche e dei controlli previsti ai sensi delle vigenti disposizioni di legge, tra cui il codice della strada e le normative di sicurezza e inquinamento. Inoltre il codice di omologazione rappresenta il codice tecnico di riferimento più importante per l'identificazione delle caratteristiche tecniche del veicolo a partire dal momento in cui viene immatricolato.

### Ubicazione del codice di omologazione
Detto codice viene indicato: nei documenti di origine del veicolo (certificato di origine o dichiarazione di conformità), nei documenti di circolazione (carta di circolazione o certificato di idoneità tecnica), su apposita targhetta identificativa ancorata alla carrozzeria del veicolo.

### Tipi di omologazioni
Le omologazioni si possono suddividere in nazionali e comunitarie:
- L'omologazione nazionale (es. omologazione italiana, omologazione cinese CCC, omologazione statunitense DOT, ecc.) è prevista dalla legislazione nazionale la cui validità è limitata al territorio nazionale. Può avere validità anche solo limitata o temporanea (es. produzione di veicoli in piccole serie).
- L'omologazione comunitaria (es. CE), in luogo di quella nazionale, è valida in tutto il territorio dell'Unione Europea, certificando la rispondenza alle disposizioni amministrative e alle prescrizioni tecniche previste dagli atti normativi comunitari. Il costruttore del veicolo rilascia all'acquirente il certificato di conformità comunitario (COC) in luogo della dichiarazione di conformità.

Le normative nazionali e comunitarie impongono che siano generalmente soggetti ad omologazione:
- Veicoli dotati di motore o trainati da veicoli a motore (autovetture, autobus, autocarri, rimorchi, nonché se destinate anche a circolare su strada pubblica macchine agricole e macchine operatrici)
- Motori
- Caschi e visiere per motoveicoli
- Vetri di sicurezza, dispositivi retrovisori e luci veicolo
- Contenitori e dispositivi per il trasporto a temperatura controllata (es. ATP)
- Contenitori per trasporto di materiali pericolosi
- Pneumatici
- Sedili
- Cinture di sicurezza
- Ganci e campane di traino

## Normativa
Da punto di vista normativo l'omologazione è definita come la procedura con cui uno Stato membro certifica che un tipo di veicolo, sistema, componente o entità tecnica è conforme alle pertinenti disposizioni amministrative e prescrizioni tecniche. Le norme riguardanti l'omologazione dei veicoli hanno origine nazionale, tuttavia alcuni istituti sovranazionali hanno adottato normative comuni.

### Nella Comunità Economica Europea
Nel 2007, la Comunità economica europea si dotò della prima direttiva quadro, la Direttiva 2007/46/CE, che regolava l'ambito dell'omologazione dei veicoli a motore, loro rimorchi e componenti.
La Direttiva 2007/46 nasceva come evoluzione delle direttive nazionali, con lo scopo di armonizzare i requisiti e gli standard costruttivi, di sicurezza e inquinamento, nonché facilitare la commercializzazione dei veicoli in ambito europeo. Uno strumento chiave è la omologazione comunitaria CE che, in aggiunta all'istituto dell'omologazione nazionale, permette di omologare un veicolo in uno qualunque degli stati membri pur garantendo la validità dell'omologazione in tutta la comunità europea.
Il successivo Regolamento UE 2018/858, valido dal 20 settembre 2020 ed attualmente in vigore, completa e sostituisce la precedente direttiva. Esso copre, oltre all'omologazione iniziale, anche l'aspetto della vigilanza sul mercato dei veicoli a motore e dei loro rimorchi, nonché dei sistemi, dei componenti e delle entità tecniche indipendenti destinati a tali veicoli.
Dal 2013, contemporaneamente, esiste una normativa europea dedicata ai veicoli agricoli e forestali non coperti dai regolamenti sopra citati, il Regolamento UE 167/2013 (detto Mother Regulation), ed una dedicata ai veicoli a due e tre ruote e quadricicli, il Regolamento UE 168/2013.
Sono generalmente esclusi dall'ambito di applicazione i mezzi non destinati alla circolazione stradale, tra cui i cingolati e i mezzi progettati ad uso esclusivo delle forze armate.
A seguito dell'omologazione comunitaria, il produttore può emettere un Certificato di Conformità (CoC, Certificate of Conformity) che accompagna ciascun veicolo completo, incompleto o completato, fabbricato in conformità al tipo di veicolo omologato, cosicché ogni veicolo prodotto non debba subire un controllo da parte delle autorità.
Rimangono contemplate anche omologazioni di piccole serie (art. 41-43 reg. 2018/858) o individuali (art. 44-47 reg. 2018/858), che prevedono la possibilità di non rispettare tutte le prescrizioni valide per l'omologazione comunitaria, a condizione di garantire sufficiente rispetto dei principi di sicurezza comunitari tramite prescrizioni alternative (art. 42, 45, 46 e relative definizioni). Tuttavia la validità di tali omologazioni è ristretta al solo territorio dello stato che le ha rilasciate, a cui il costruttore può richiedere l'invio ad un secondo stato membro che ne richieda la nazionalizzazione, da cui può pretendere risposta entro 60 giorni. Il secondo stato può decidere di rifiutare la nazionalizzazione solo se può dimostrare fondati motivi di non equivalenza.
I veicoli e sistemi omologati sono generalmente marchiati con marchio CE normato, la cui codifica indica il paese di omologazione, il regolamento secondo cui è approvato, il codice univoco che identifica il tipo omologato e, se previsto dal relativo regolamento, la classe. Ad esempio:
{\displaystyle e3*2018/858*12345*00}
Le norme tecniche adottate dalla Comunità Europea sono i regolamenti UNECE, che tuttavia hanno una validità più estesa dato che sono accettati anche da numerosi paesi extra-comunitari.
La commissione è assistita da un comitato denominato Comitato tecnico Veicoli a motore (CTVM).

#### Tipologie normate
Si definiscono le seguenti tipologie a seconda della validitá territoriale:
- omologazione CE/UE, la procedura con cui uno Stato membro certifica che un tipo di veicolo, sistema, componente o entità tecnica è conforme alle disposizioni amministrative e alle prescrizioni tecniche pertinenti del regolamento e degli atti normativi (presente nei Reg. 858/2018, Reg 167/2013, Reg.168/2013)
- omologazione individuale, la procedura con cui uno Stato membro certifica che un determinato veicolo, unico o meno, è conforme alle pertinenti disposizioni amministrative e prescrizioni tecniche (presente solo nel Reg. 858/2018):
  - individuale europea: ha validità europea
  - individuale nazionale: ha validità nazionale, ma può essere immesso nel mercato di un altro stato membro a meno di fondati motivi di non adeguatezza
- omologazione nazionale, l’omologazione prevista dalla legislazione nazionale di uno Stato membro, la cui validità è limitata al territorio di tale Stato membro, sebbene gli altri stati sia obbligati ad accettare su richiesta l'omologazione in assenza di fondati motivi di disaccordo:
  - nazionale: generica omologazione con validità nazionale (presente nel Reg 167/2013)
  - nazionale di piccola serie: permette la realizzazione di un numero annuale limitato di veicoli del tipo omologato (presente nei Reg. 858/2018 e Reg.168/2013)

E a seconda della struttura:
- omologazione in più fasi, la procedura con cui uno o più Stati membri certificano che, a seconda dello stato di completamento, un tipo di veicolo incompleto o completato è conforme alle disposizioni amministrative e alle prescrizioni tecniche pertinenti della presente direttiva;
- omologazione a tappe, una procedura di omologazione di un veicolo consistente nell’ottenere gradualmente la serie completa delle schede di omologazione CE per i sistemi, i componenti e le entità tecniche relativi al veicolo e che conduce, nella fase finale, all’omologazione del veicolo completo;
- omologazione in un’unica tappa, una procedura di omologazione di un veicolo completo per mezzo di un’unica operazione;
- omologazione mista, una procedura di omologazione a tappe per la quale sono effettuate una o più omologazioni di sistemi durante la fase finale dell’omologazione del veicolo completo, senza che sia necessario rilasciare le schede CE per tali sistemi;

### In Italia
Nella normativa della Repubblica Italiana, l'omologazione dei veicoli è sempre stata capitolo di competenza del Ministero delle Infrastrutture e dei Trasporti, nello specifico del ramo del DTNAGP.
L'omologazione di un tipo di veicolo o componenti è strettamente propedeutica all'immatricolazione o alla sua commercializzazione. In Italia essa è competenza principale della sede centrale del MIT, del CSRPAD e dei CPA per le omologazioni individuali e per le omologazioni nazionali di macchine agricole e forestali, tuttavia a seguito della traduzione della Direttiva 2007/46/CE è ammessa l'omologazione armonizzata comunitaria (CE) effettuata anche in altri stati membri.

### Regolamenti UNECE
I regolamenti UNECE, definiti dal Forum mondiale per l'armonizzazione delle regolamentazioni sui veicoli dell'ONU, stabiliscono norme di omologazione per argomento a riguardo dell'ambito di applicazione, classificazione, metodi di prova e valori di accettazione. Essi sono accettati da varie autorità di omologazione nel mondo, tra cui in primis l'Unione Europea.